# Daniele Tomassetti
Daniele Tomassetti (Roma, 7 agosto 1981) è un pallavolista italiano.
Ex giocatore nel ruolo di centrale

## Carriera
La carriera di Daniele Tomassetti inizia nella squadra della sua città, la Roma Volley, con cui disputa un campionato di Serie D e uno di Serie B1, categoria che lo vede protagonista per altre quattro annate, una con l'Associazione Sportiva Trasimeno Volley, due con l'Albisola Pallavolo e una con la Zinella Volley Bologna. Nella stagione 2003-04 passa alla Pallavolo Piacenza, società neopromossa in Serie A1, dove rimane per due anni; successivamente va a giocare in Serie A2, all'Igo Genova Volley e poi allo Stilcasa Volley Taviano. Torna nel massimo campionato italiano nel 2007-08, ma l'annata con la Top Volley di Latina si conclude con la retrocessione. In Serie A2, ancora con la formazione pontina, ottiene subito la promozione e mette in bacheca la Coppa Italia di categoria.
Il centrale romano rimane nella seconda serie nazionale per altre tre stagioni, passando da Gioia del Volley e Top Volley Gela prima di ottenere la seconda promozione della sua carriera, questa volta con la Sir Safety Perugia, che segue anche nel successivo campionato di Serie A1. Nell'annata 2013-14 gioca in Serie A2 all'Argos Volley di Sora.
Nella stagione 2014-15 viene ingaggiato dalla Pallavolo Motta in Serie B1, categoria dove resta anche nella stagione successiva vestendo la maglia della M&G Scuola Pallavolo di Grottazzolina, con cui ottiene la promozione in Serie A2, dove milita con la stessa squadra dalla stagione 2016-17. Rimane nella stessa categoria nell'annata 2017-18 accasandosi all'Alessano
Tanto adesso se ne va dall 'Alessano

## Palmarès
- Coppa Italia di Serie A2: 1

2008-09